# Okraj
Okraj (niem. Grenzbauden Pass, Schlesische Grenzbaude, 1046 m n.p.m.) – przełęcz w południowo-zachodniej Polsce, we wschodniej części Karkonoszy, pomiędzy Kowarskim Grzbietem a Lasockim Grzbietem. Łączą się tu polska droga wojewódzka nr 368 i czeska droga nr 252.
Funkcjonują tutaj schroniska – polskie Schronisko PTTK „Na Przełęczy Okraj” oraz czeskie Pomezní bouda. Po stronie czeskiej znajduje się również kilka restauracji oraz obiektów noclegowych, należących do miejscowości Malá Úpa (Pomezní Boudy).

## Historia
Droga, która prowadzi przez przełęcz Okraj, została zmodernizowana w 1937, a już rok później została wykorzystana przez Wehrmacht do najazdu na Czechosłowację.
W latach 60. XX w. powstała tu opadowa stacja meteorologiczna (wys. 1050 m n.p.m.). Średnie wartości roczne opadów z lat 1966–1975 wynosiły 1297 mm (najwięcej: czerwiec 177 mm i maj 153 mm, najmniej: styczeń 63 mm i grudzień 75 mm).
Do 21 grudnia 2007 r. na przełęczy znajdowało się drogowe przejście graniczne Okraj – Pomezní Boudy do Czech, na drodze łączącej Jelenią Górę z Trutnovem. Było to najwyżej położone drogowe przejście graniczne Polski. Wraz z przystąpieniem Polski i Czech do Układu z Schengen zostało ono zlikwidowane, od tamtej pory umożliwiając swobodnie przekraczanie granicy państw. 

## Szlaki turystyczne

"Niemy znak" na Pomezni Boudy

Na przełęcz można wejść niebieskim szlakiem z Kowar (są też szlaki żółty i zielony – 8,5 km) – droga zajmuje ok. 2 godz. 30 min. (w dół ok. 2 godz.) albo Drogą Przyjaźni (czerwony szlak) z Równi pod Śnieżką – 10 km, 2 godz. 30 min. Przez przełęcz Okraj przechodzą następujące szlaki:
- Droga Przyjaźni Polsko-Czeskiej do Szklarskiej Poręby od strony zachodniej i na Łysocinę
- na Śnieżkę przez Czoło od strony zachodniej i do Lubawki przez Pańską Górę
- do Karpacza przez Wilczą Porębę na północny zachód i do Lubawki na północny wschód
- do Trzcińska przez Przełęcz Kowarską
- do Trutnova (czeski)
- do Spalonego Młyna (na południe) oraz do Svorovej Hory (pol.Czarnej Kopy) (na zachód)